# Mastefod
Mastefod er betegnelsen for det stykke svært tømmer, der på de gamle sejlskibe lå på kølen og fordelte trykket fra masten. Kølsvinet derimod er tømmer, der ligger langs med kølen som forstærkning.